# Episodi di Casa Vianello (quindicesima stagione)
Questa è la lista degli episodi della quindicesima stagione di Casa Vianello. Fu trasmessa in prima serata su Rete 4. Ogni appuntamento era composto di due puntate inedite della 15ª stagione, più la replica di una puntata "Casa Vianello Story", tratte dalla serie 2 a 6 (Nuda proprietà, Il sosia, Richiamo alle armi, L'arrivo di Gianmarco, Pret-à-porter, Promessi sposi, Cena di classe, Partita a poker, Il sospetto, La gemella di Sandra). Nonostante il programma fosse annunciato da Sorrisi e canzoni per la serata dell'8 febbraio 2006, non andò in onda e il ciclo si fermò alla 14ª puntata, probabilmente per i bassi ascolti, anche se gli ultimi tre appuntamenti erano stati montati. Le ultime 6 puntate della 15ª stagione furono trasmesse dopo la fine della messa in onda della 16ª serie, l'anno successivo, dal 22 aprile al 27 maggio 2007. 
L'integralità dei 14 appuntamenti originali in prima serata, inclusi gli ultimi sei non mandati in onda nel 2006, furono replicati su Mediaset Extra nel gennaio 2019.
La particolarità degli episodi di questa serie è che cominciano con una scenetta anteprima e non direttamente dalla sigla.

## Lista episodi
| nº | Titolo episodio          | Data Prima TV    |
| -- | ------------------------ | ---------------- |
| 1  | Calciatori anonimi       | 21 dicembre 2005 |
| 2  | Sandra come Harry Potter | 21 dicembre 2005 |
| 3  | Testimonial              | 28 dicembre 2005 |
| 4  | No allo spreco           | 28 dicembre 2005 |
| 5  | Bigamia                  | 4 gennaio 2006   |
| 6  | Sei connesso?            | 4 gennaio 2006   |
| 7  | Reality show             | 11 gennaio 2006  |
| 8  | Raimondo e lo strozzino  | 11 gennaio 2006  |
| 9  | La tata di Tom Cruise    | 18 gennaio 2006  |
| 10 | Spesa di gruppo          | 18 gennaio 2006  |
| 11 | L'oroscopo di Raimondo   | 26 gennaio 2006  |
| 12 | L'etica e l'estetica     | 26 gennaio 2006  |
| 13 | Quarto potere            | 1º febbraio 2006 |
| 14 | Il figlio di Varenne     | 1º febbraio 2006 |
| 15 | www.sandramondaini.it    | 22 aprile 2007   |
| 16 | Perle di saggezza        | 29 aprile 2007   |
| 17 | Vogliamo tutto           | 6 maggio 2007    |
| 18 | Il mercato dei regali    | 13 maggio 2007   |
| 19 | Quattro stelle           | 20 maggio 2007   |
| 20 | Swingers                 | 27 maggio 2007   |

## Calciatori anonimi
Per combattere l'ossessione di Raimondo per il calcio, Sandra decide di sottoporlo a una terapia psicanalitica su modello degli alcolisti anonimi. Raimondo però si dà alle scorribande insieme ai compagni di terapia, salvo scoprire poco dopo che Sandra era stata convinta dallo psicologo a concedergli come premio un incontro con la bellissima modella Yulia.

## Sandra come Harry Potter
Sandra ha dei frequenti sogni in cui suo marito si dimostra pieno di premure nei suoi confronti e questo la fa stare male perché sa che nella realtà ciò è irrealizzabile. Kate però convince la donna a godersi i sogni e a credere che questi siano la realtà, come se lei fosse dotata di una bacchetta magica per poterli rendere veri. Nel frattempo Kate consiglia a Raimondo di essere più attento e affettuoso con sua moglie e lui decide di seguire le indicazioni della bella ragazza per poter fare colpo su di lei.

## Testimonial
Raimondo viene scelto come testimonial per una serie di prodotti ma gli spot pubblicitari hanno l'effetto di dipingerlo agli occhi di tutti come un vecchio rimbambito. Il portiere e Kate lo trattano come un infermo e perfino un produttore con cui era in trattative decide di scaricarlo. Per ovviare al problema, Raimondo cerca di ristabilire la sua immagine pubblica e allora il suo agente gli propone di inscenare un divorzio da Sandra.

## No allo spreco
Sandra conosce Guido, un giovane molto attivo socialmente, che fa parte di un gruppo ambientalista contro gli sprechi. Nel frattempo Raimondo viene in contatto con il presidente di una società che si occupa di rifiuti, il quale gli propone di entrare in affari nella costruzione di una discarica in un comune limitrofo. Per ottenere le varie autorizzazioni, a Raimondo viene presentato un assessore corrotto, che fa in modo di ottenere una bustarella senza che Vianello ne sia consapevole.

## Bigamia
Daniele, un amico di Raimondo, conduce da anni una doppia vita dividendosi fra la moglie Gemma e l'amante Liliana, che ignorano l'esistenza l'una dell'altra. Sandra, dopo aver scoperto la situazione, decide di mettere chiarezza e costringe Raimondo a organizzare una cena in casa loro in cui rivelare alle due donne della doppia vita di Daniele.

## Sei connesso?
Raimondo è occupato a cercare su internet una valletta per un nuovo programma; nel frattempo Sandra riceve una bolletta telefonica salatissima e cerca di capire le motivazioni di una spesa tanto esosa. Recatasi in banca, viene informata dal direttore di una connessione della sua linea web a una costosissima chat estera e così la donna si convince subito che sia tutta opera di Raimondo. Quello che Sandra non sa è che in realtà la colpa è della tata, che si connette spesso a una chat per cuori solitari con la speranza di trovare amicizie maschili.

## Reality show
Sandra vuole sperimentare un nuovo tipo di reality show basato sul meccanismo del coming-out: i concorrenti devono cioè rivelare in TV i propri segreti più intimi e le proprie questioni irrisolte. A questo proposito Kate le rivela di essere ossessionata da un sogno ricorrente in cui vede l'uomo della sua vita senza riuscire a scorgerne il volto; Raimondo, origliando per caso la conversazione, decide di inventarsi un sogno identico in modo da colpire l'attenzione della ragazza e convincerla che sono fatti l'uno per l'altra.

## Raimondo e lo strozzino
Sandra si occupa di alcune attività benefiche presso l'ospizio della signora Sabina, una vecchietta molto sola a cui lei tiene compagnia. Nel frattempo la tata, che ha perso molti soldi giocando al Lotto, finisce nella rete del signor Beltrami, un condomino che pratica l'usura. Vessata psicologicamente e fisicamente, la tata chiede aiuto ai Vianello e Raimondo decide di intervenire dopo aver scoperto che Kate sta cercando di aiutare la tata in ogni modo. Recatosi da Beltrami, Raimondo viene minacciato dai suoi gorilla, ma decide di trovare un accordo economico con lo strozzino affinché gli regga il gioco facendo credere a tutti che lui è un eroe. Sandra però, per via della beneficenza scopre un ammanco nel suo conto bancario e capisce tutto.

## La tata di Tom Cruise
La tata riceve una lettera da un'agenzia di collocamento che si occupa di selezionare domestici per noti divi americani. Sandra, temendo che la tata accetti la proposta di lavoro, convince Raimondo a essere più gentile con lei in modo da invogliarla a restare. Raimondo, dal canto suo, viene incontro alle richieste di sua moglie perché intende partire per Bali insieme a Nicola e cerca quindi di tenersi buona Sandra. La tata però coglie l'occasione per rivalersi di tutte le umiliazioni che Raimondo le ha inflitto nel corso degli anni, tanto da costringerlo a svolgere le faccende di casa al posto suo insieme a Nicola.

## Spesa di gruppo
Per via del rincaro dei generi alimentari, Sandra e la tata hanno deciso di organizzare dei turni di spesa collettiva insieme ai condomini e quindi acquistano grosse quantità di cibo ai mercati generali per poi distribuirli fra i vicini. Raimondo, stanco del continuo andirivieni di fattorini e condomini, cerca di boicottare il progetto della moglie insieme a Nicola. Durante una grande cena in casa sua, Raimondo altera le pietanze per far credere a tutti che Sandra acquisti cibo avariato, ma il suo imbroglio viene ovviamente scoperto.

## L'oroscopo di Raimondo
Sandra e la tata ospitano in casa l'astrologo Rasputin, ma Raimondo lo ritiene un truffatore e così lo boicotta. Il direttore della rivista di Rasputin però obbliga Raimondo a sostituirsi al mago come scrittore del seguitissimo oroscopo.

## L'etica e l'estetica
La nuova attività di Kate è quella di vendere fondi di investimento etici, cioè finalizzati esclusivamente a intenti puliti e moralmente onesti. La ragazza chiede a Sandra di provare a investire anche lei, ma allo stesso tempo non vuole farlo sapere a Raimondo per non influenzare le sue scelte al solo scopo di farle un favore. Raimondo però ha origliato tutta la conversazione e annuncia alla moglie il suo intento di investire in attività etiche, fingendo di non sapere dell'iniziativa di Kate. Sandra e Kate, per mettere davvero alla prova la sua buona fede, decidono di far parlare Raimondo con un intermediario, la sua giovane assistente Alba. Quando Raimondo si mostra convinto dell'investimento anche con Alba, le due donne decidono di testare al meglio le intenzioni dell'uomo fissandogli un appuntamento con il superiore di Alba: alla cena però non si presenta Kate, come Raimondo immagina, ma la stessa Alba travestita da uomo.

## Quarto potere
Per rilanciare la sua immagine, Sandra decide di organizzare uno scoop sulle riviste scandalistiche. Siccome Raimondo non vuole collaborare, la donna chiede la collaborazione di Kate, che si finge interessata a lui per andare a cena in un locale dove verranno paparazzati. Quando Raimondo finisce in copertina accusato di avere una relazione extraconiugale, Sandra indice una conferenza stampa.

## Il figlio di Varenne
Raimondo ha acquistato un cavallo da corsa, discendente da una famiglia di purosangue, con il quale ha in mente di fare grossi affari. Tuttavia, dovendo partire per motivi di lavoro, affida il cavallo alle cure di Sandra e della tata, raccomandandosi con loro di utilizzare le massime premure. Le due donne però, indaffarate nella stesura di un libro di memorie, dimenticano di occuparsi del cavallo e al suo ritorno Raimondo trova la povera bestia debole e denutrita.

## www.sandramondaini.it
Sandra ha creato un sito web nel quale racconta la sua quotidianità e si tiene sempre in contatto con i fans. L'argomento principale del sito però è il comportamento burbero di Raimondo, che viene messo alla berlina davanti a tutti i condomini. L'uomo chiede aiuto all'amico Nicola per disattivare il sito della moglie, ma Nicola gli propone invece un sito dove conoscere delle ragazze belle e disinibite. Mentre si trova appartato con una di queste ragazze, Lorena, Raimondo riceve in casa due ladri e li fa entrare convinto che siano degli ammiratori di sua moglie. Grazie a una webcam installata da Sandra, tutti i condomini si accorgono subito di ciò che sta avvenendo in casa e riescono a mettere in fuga i criminali ma scoprono anche della presenza di Lorena.

## Perle di saggezza
La rivista di studi filosofici "Il pensiero" propone a Raimondo una collaborazione: l'uomo dovrà scrivere una serie di aforismi che verranno poi pubblicati da loro come "perle di saggezza". Mentre si occupa di questo lavoro, Raimondo stimola il portiere a fare altrettanto e questi, per riconoscenza, gli regala una copia dei suoi aforismi. Sandra nel frattempo si è appassionata agli studi sulla calligrafia ed è convinta che mutando la propria grafia si possa mutare anche la propria anima; dopo aver trovato la cartellina con gli aforismi del marito accanto alla cartellina con quelli del portiere, Sandra crede che il marito abbia seguito il suo consiglio e mutato la calligrafia per evolvere la sua psiche, ma in realtà confonde i fogli e così Raimondo fa leggere al direttore della rivista le frasi scritte dal portiere.

## Vogliamo tutto
Raimondo ha perso una grossa somma di denaro in alcuni investimenti consigliatigli dalla banca; per questo motivo decide di coalizzarsi con i membri di un'associazione per i consumatori in modo da intentare una class action contro la società finanziaria. Sandra però, all'insaputa del marito, si reca in banca per trovare un accordo con il direttore.

## Il mercato dei regali
Tornata da un viaggio a Parigi, Kate convince Sandra a organizzare un mercato dei regali in cui offrire alla gente oggetti che abbiano un valore affettivo.

## Quattro stelle
Giorgio, un amico di Raimondo, è appena andato in pensione ma suo nipote Andrea chiede a Raimondo di aiutarlo a convincere il vecchietto a ritirarsi in un ospizio molto elegante. Durante un incontro con il direttore dell'esclusiva struttura, a Raimondo viene in mente un'idea per togliersi di torno la moglie e così cerca di convincerla che alla loro età la migliore soluzione è quella di trasferirsi in una casa di riposo. Sandra, dal canto suo, non ha alcuna intenzione di chiudersi in un ospizio, ma decide di assecondare il marito credendo che sia lui a volersi trasferire nella struttura. 

## Swingers
Kate presenta ai Vianello la sua amica Julie, che sta aprendo un'agenzia di swingers, ovvero di giovani ragazze che accompagnano degli uomini alle feste per aiutarli a conoscere delle donne. Raimondo viene scelto come cavia per verificare l'efficacia del metodo ma sfortunatamente ogni tentativo di Julie di presentargli qualche donna finisce con un buco nell'acqua. Sandra, per aiutare Kate e Julie, dimostra che l'idea è efficace visto che anche un vecchietto di novant'anni riesce a trovare una donna grazie alla mediazione di Julie e che in realtà quello difettoso è suo marito. Pur di riappropriarsi della sua immagine di conquistatore, Raimondo decide di pagare una donna per fingersi interessata a lui, ma la ragazza finisce per ricattarlo e gli estorce molti soldi.